# Stavropol
Stávropol (em russo Ста́врополь) é uma cidade localizada no sudoeste da Rússia. É o centro administrativo do Krai de Stavropol e tem uma população de 429 571 habitantes (estimativa de 2016). É uma das maiores cidades do Cáucaso do Norte. 
Fundado em 1777 como uma fortaleza, Stavropol tornou-se cidade no ano 1785. Já nas primeiras décadas da sua existência a cidade assumiu uma importância particular para a regiāo do Cáucaso em termos económicos.
Hoje em dia Stavropol é uma cidade bem desenvolvida com a população multinacional. 

## Esporte
A cidade de Stavropol é a sede do Estádio Dínamo e do FC Dinamo Stavropol, que participa do Campeonato Russo de Futebol.